# Alicante Challenger 1996
L'Alicante Challenger 1996 è stato un torneo di tennis facente parte della categoria ATP Challenger Series nell'ambito dell'ATP Challenger Series 1996. Il torneo si è giocato a Alicante in Spagna dal 12 al 17 agosto 1996 su campi in terra rossa.

## Vincitori

### Singolare
Juan Albert Viloca ha battuto in finale  Branislav Galik con il punteggio di 6–3, 7–5

### Doppio
José Antonio Conde /  Nuno Marques hanno battuto in finale  Julián Alonso /  Emilio Sánchez con il punteggio di 6–4, 7–5